# Kościół św. Augustyna w Ciechanowicach
Kościół świętego Augustyna – rzymskokatolicki kościół parafialny należący do dekanatu Kamienna Góra Wschód diecezji legnickiej.

## Historia
Jest to świątynia wzmiankowana w 1335 roku, wybudowano ją około 1577 i odrestaurowano w 1964 roku. Jest to budowla orientowana, murowana, jednonawowa, posiadająca kwadratowe prezbiterium, dobudowaną do niego kaplicę w 1601 oraz wieżę od strony zachodniej. Prezbiterium nakryte jest sklepieniem krzyżowo-żebrowym, natomiast nawa drewnianym stropem z kasetonami. We wnętrzu znajduje się drewniany ołtarz główny, czterostrefowy, z bogatą dekoracją z 1600 roku, ambona z 1605 roku, dwa nagrobki ścienne:
- Christopha  von Hochberg (zm. 1553),  przedstawiający jego postać pomiędzy dwoma pilastrami. We frontonie, zaraz nad gzymsem cztery kartusze z herbami[2] von: Hochberg, Loeben, Reibnitz, Schaffgotsch.
- Heinricha II von Reichenbach, (zm. 1557), przedstawiający jego postać pomiędzy dwoma pilastrami. We frontonie, zaraz nad gzymsem cztery kartusze z herbami von: Reichenbach, Nimptsch, Zedlitz, Debschitz. Powyżej większy kartusz z herbem von Reichenbach[2].
- Henricha III von Reichenbach, (zm. 1575), przedstawiający jego postać pomiędzy dwoma pilastrami zawierającymi kartusze z herbami:
  - ojcowskimi, po lewej stronie, von: Reichenbach, Nimptsch, Zedlitz, Debschitz
  - matczynymi, po prawej stronie,  von: Gersdorf, Hochberg, Warnsdorf, Reibnitz. Całość zwieńczona frontonem.
- von Reichenbach, przedstawiający jego postać pomiędzy pilastrami zawierającymi kartusze z herbami:
  - ojcowskimi, po lewej stronie, von: Reichenbach, Nimptsch, Zedlitz, Debschitz.
  - matczynymi, po prawej stronie, von: Czettritz, Schaffgotsch, Reibnitz, Schwenkfeldt. Całość zwieńczona trójkątnym frontonem[3].
- Christopha von Reichenbach (zm. 1616), klęczącego pod krzyżem, z herbami[4]:
  - ojcowskimi, von: Reichenbach, Nimptsch, Zedlitz,  Debschitz, Stange, Zedlitz, Schaffgotsch, Uechtritz.
  - matczynymi, von: Hochberg, Loeben, Reibnitz, Schaffgotsch, Liebenthal, Bischofswerd, Lest, Schwenkfeldt. Nagrobek pomiędzy: Susanne (zm. 1629) a Susanne (zm. 1622)
- Susanne von Reichenbach (zm. 1629)
  - ojcowskimi, von: Reichenbach, Nimitz, Hochberg, Hochberg.
  - matczynymi, von: Zedlitz, Czettritz,  Warnsdorf, Riemben[2]
- Susanne  von Reichenbach, (zm. 1622) z herbami[2]:
  - ojcowskimi, von: Nimitz, Heide, Rothenhan, Nimptsch,
  - matczynymi, von: Hochberg, Reinsberg, Reibnitz, Gellhorn.

Na ścianach prezbiterium zachowały się fragmenty polichromii z początków XVII wieku z postaciami świętych i liście akantu, poważnie uszkodzonej w 1901.

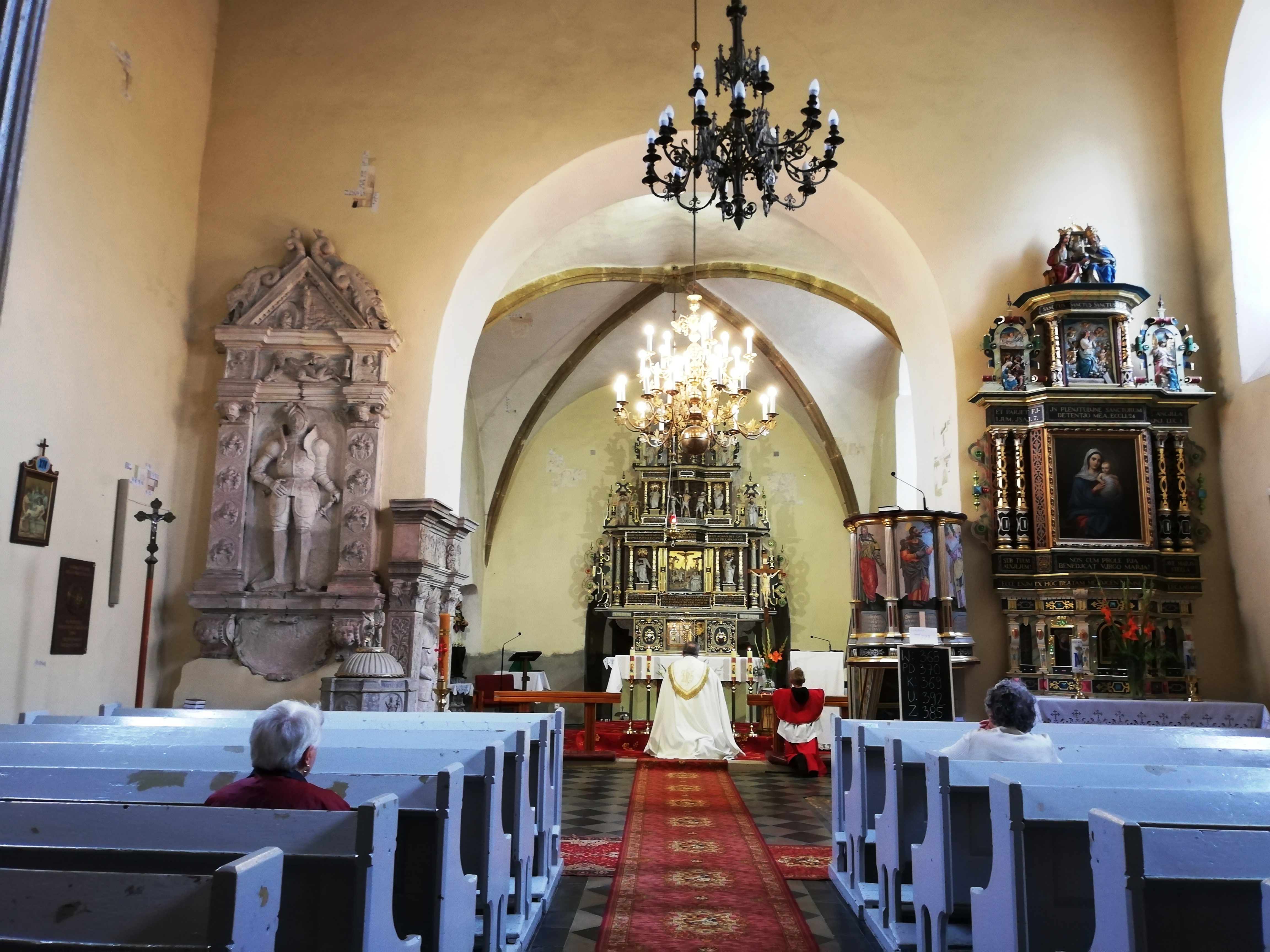
Nagrobek Reichenbacha (L)
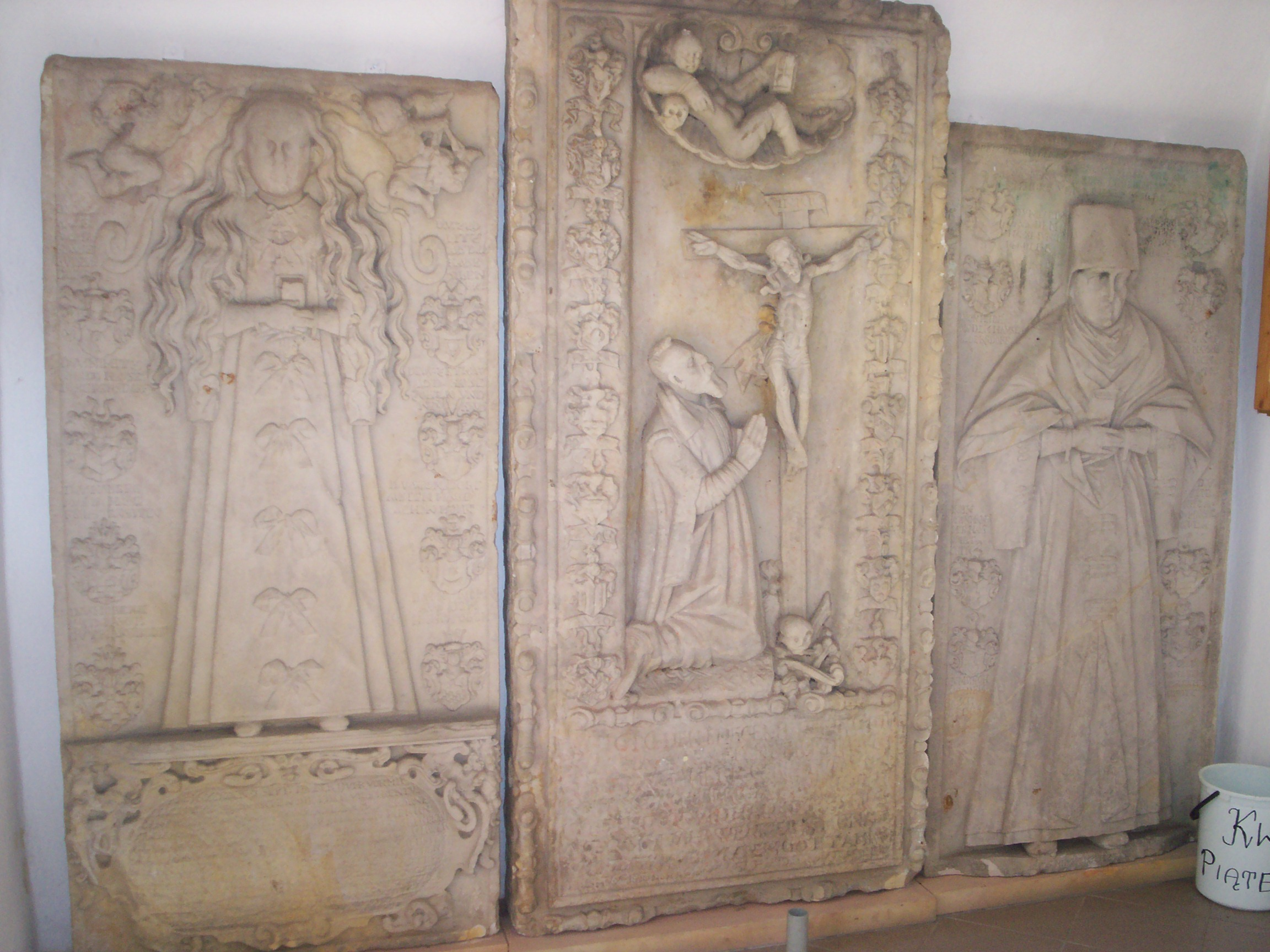
Płyty: Susanne ('29, L), Christopha, Susanne ('22)
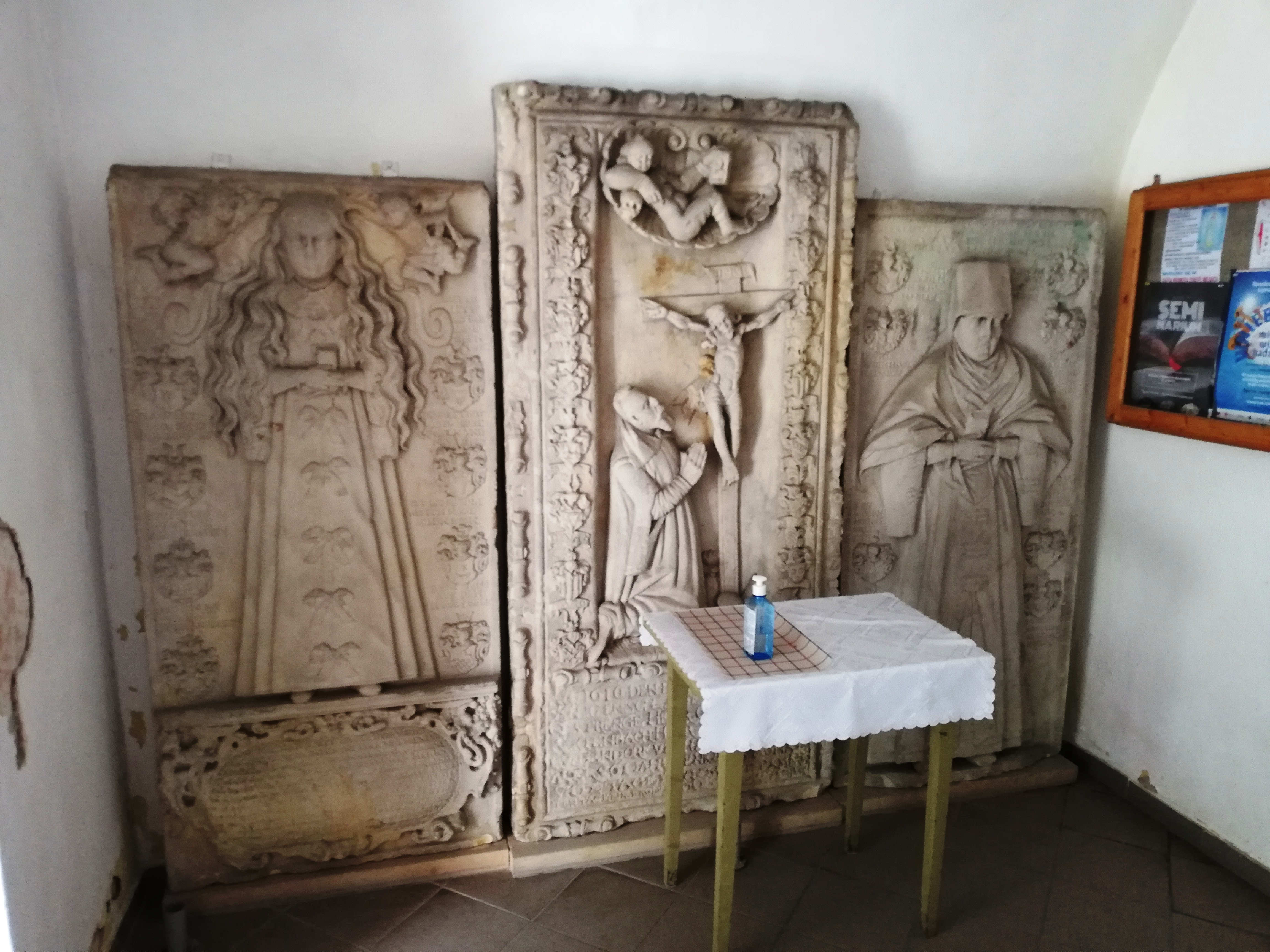
Nagrobki Susanne, Christopha, Susanne